# Albin Möbusz

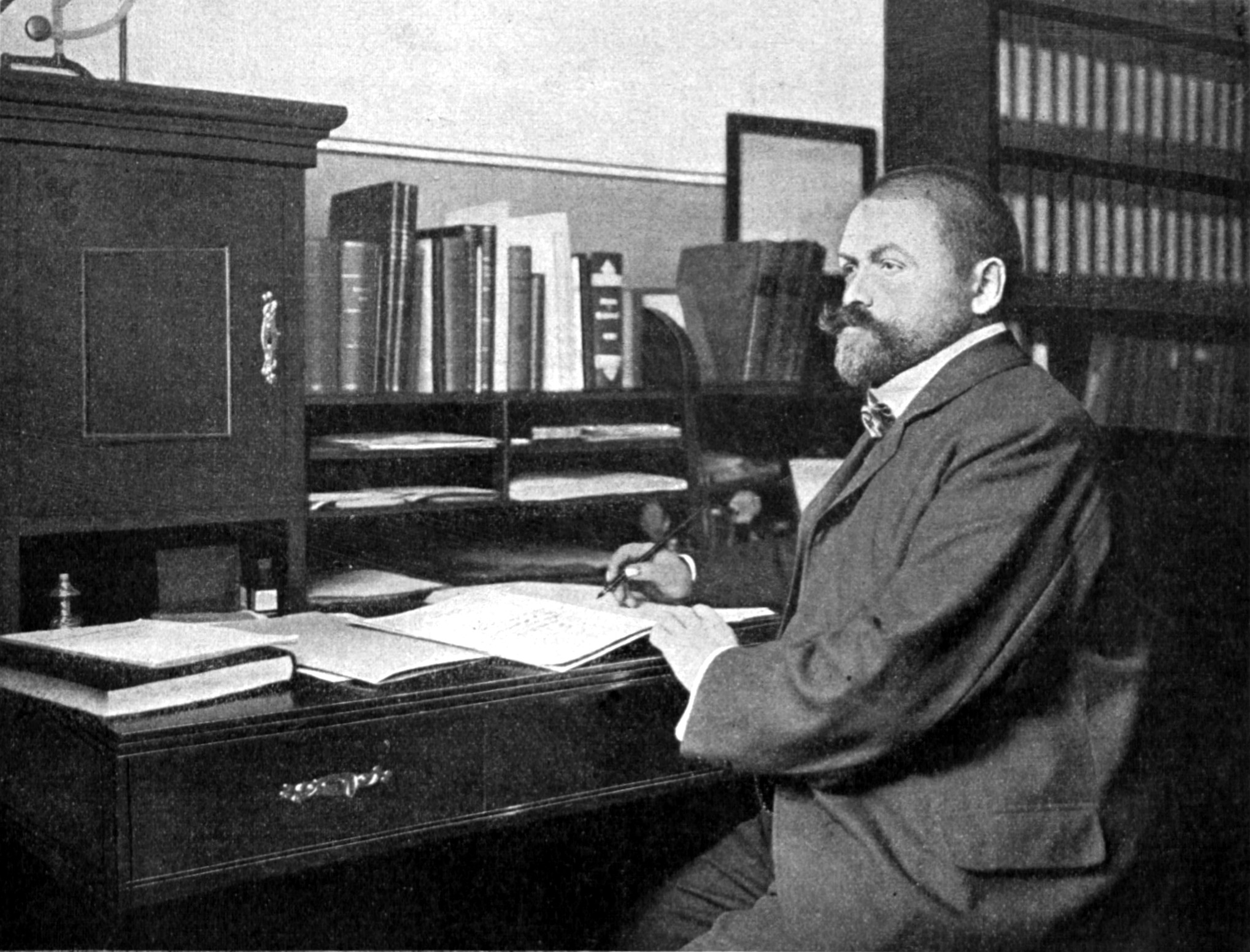
Albin Möbusz

Albin Friedrich Richard Möbusz (Pseudonym: Amo) (* 8. Januar 1871 in Dresden; † 21. September 1934 in Lübeck)  war ein deutscher Pädagoge, Direktor des Lübeckischen Schullehrer-Seminars, Vizepräsident der Germana Esperanto-Asocio (GEA) und Ausrichter des „VI. Deutschen Esperanto-Kongresses“.

## Leben

### Laufbahn
In seiner Geburtsstadt hatte Möbusz das Freiherrlich von Fletchersche Lehrerseminar besucht. Nach den bestandenen Prüfungen war er drei Jahre Hilfslehrer an der Volksschule in Zitzschewig. Nach kurzer Lehrtätigkeit in Chemnitz lehrte er 1897 an der 13. Bürgerschule in Plagwitz. Ab Ostern 1897 gehörte er zum Lehrkörper der II. Realschule in Leipzig-Reudnitz. Im Sommer 1897 erhielt er seine theoretische und praktische wissenschaftliche Ausbildung in Plön (Schleswig-Holstein) an der Biologischen Station und promovierte „Über den Darmkanal der Anthrenus-Larve nebst Bemerkungen zur Epithelregeneration“. Auf dem Thomas-Gymnasium holte er 1899 seine Reifeprüfung nach und bestand sowohl die pädagogische als auch die Oberlehrerprüfung. Auf Grundlage des Maturitätszeugnisses legte er im April 1901 sein Examen pro facultate docendi (Vorläufer des Staatsexamens) ab.

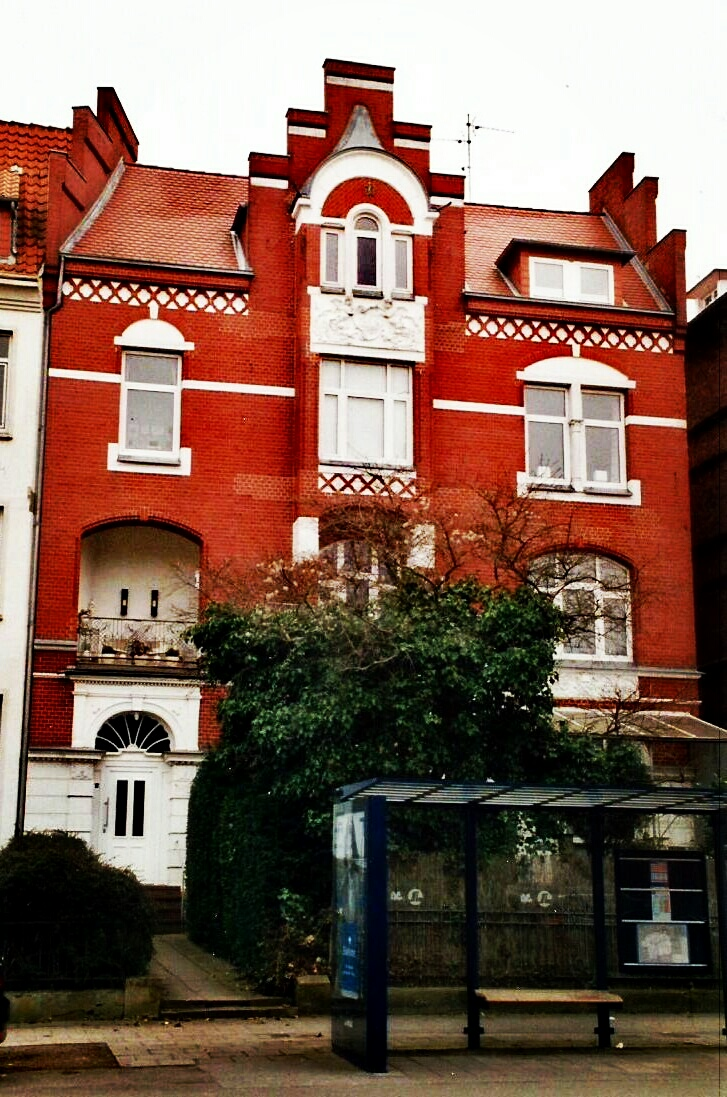
Haus mit der Möbuszschen Wohnung

Der Lübecker Senat betraute Möbusz am 24. Mai 1902 an der lübeckischen Ernestinenschule mit der Aufgabe, die pädagogische Ausbildung in deren neu eingerichtetem Seminar zu organisieren. Auf Grundlage seiner vielseitigen Vorbildung und seiner Tätigkeit an der Ernestinenschule ernannte der Senat ihn zum 1. Oktober 1903 zum ersten hauptamtlichen Direktor des Lübeckischen Lehrerseminars. Dort ersetzte er den bisher ehrenamtlich hierfür tätigen Direktor der Ernestinenschule. Die Stelle des Oberlehrers blieb, da sie erst 1904 angetreten werden konnte, vorerst unbesetzt.
Dieses war bisher ein privates Institut der Gesellschaft zur Beförderung gemeinnütziger Tätigkeit gewesen und wurde jetzt verstaatlicht. Möbusz sollte auch dieses Lehrerseminar „aufbauen“.
Seine ersten Mitarbeiter als Seminarlehrer waren Herr Stahl, der Leiter der Übungsschule und der Leiter der Präparanden-Anstalt. Die Einführung der Lehrer in ihr neues Amt fand am 13. Oktober 1903, an dem zugleich das erste eigene Schullehrerseminarhaus des Seminars am Langen Lohberg Nr. 24 eingeweiht wurde, statt.
Die Möbusz obliegende Arbeit war darauf ausgerichtet, die Lehrerbildung in Lübeck auf den Stand der preußischen zu bringen. Zunächst erschwerte sich für ihn die Aufgabe, da er neben seinem Direktorenamt auch noch die erste Klasse des Seminars an der Ernestinenschule zum Examen führen musste. Die Umstellung des Seminarbetriebs von Michaelis auf den Osteranfang der Kurse hatte zur Folge, dass in den drei Folgejahren im Sommersemester eine Doppelklasse einzufügen war.

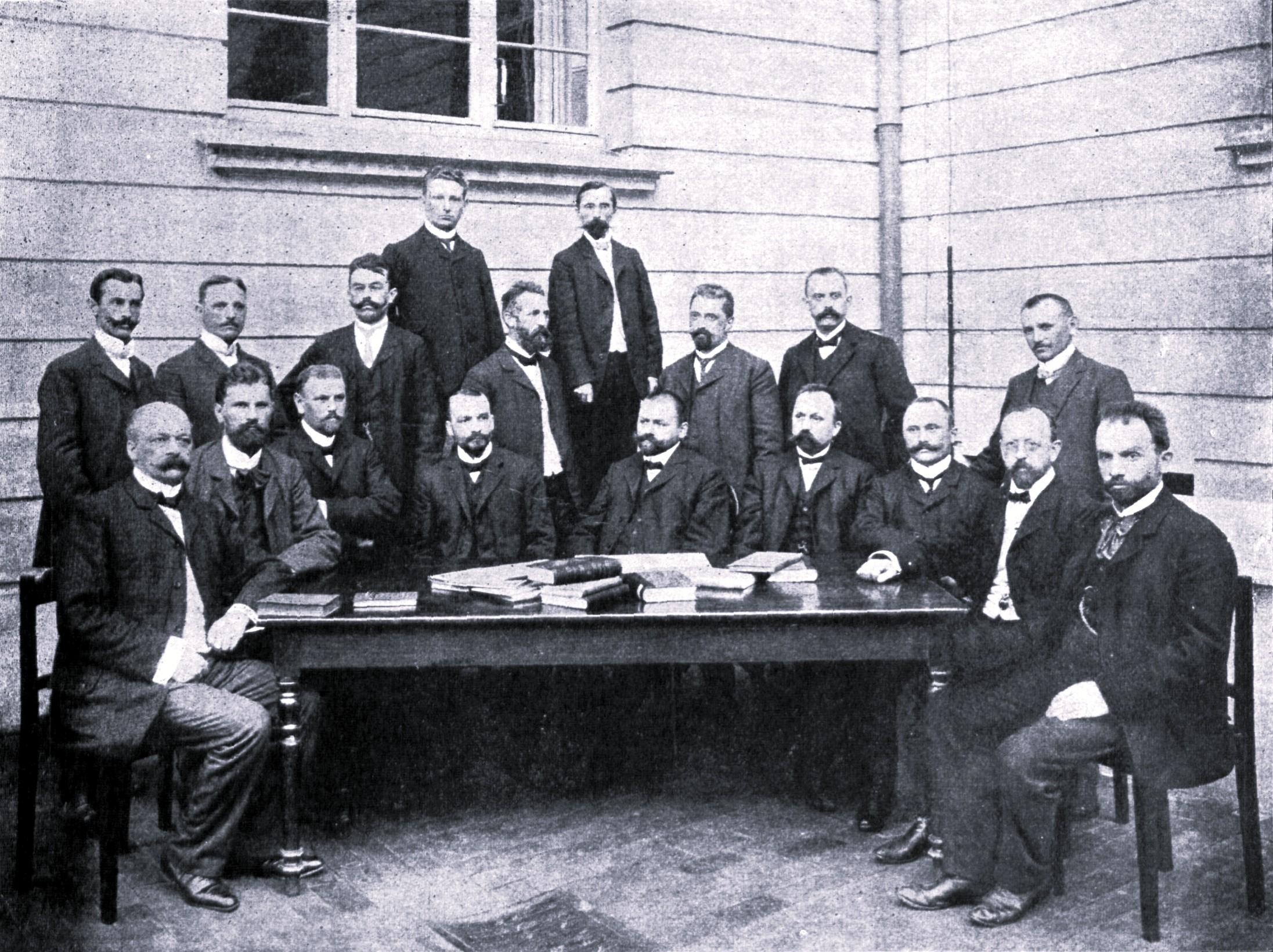
Lehrerkollegium (1907), Möbusz sitzt in der Mitte des Tisches

Nachdem diese überwunden waren, legte Möbusz der Oberschulbehörde einen umfangreichen Plan zur weiteren Hebung der Lehrerbildung vor. Analog der „Sächsischen Seminareinrichtung“ sah dieser vor, dass die Präparandenanstalt und das Seminar zu einer sechsklassigen Anstalt vereinigt, die Anzahl der akademischen Lehrkräfte wesentlich vermehrt und die Anforderungen an die aufzunehmenden Schüler erhöht würden. Nach langwierigen Debatten wurden diese Anträge durch Rats- und Bürgerbeschluss vom 6. Februar 1907 genehmigt und traten zu Ostern in Kraft. Die in das Jahr des hundertjährigen Bestehens des Seminars fallende „neue Schulverfassung“ schuf die Grundlage, die durch den neuen Lehrplan von 1909 erstmals festgelegt wurde, für den endgültigen Ausbau der Lehrerbildung. Mit ihr erreichte das Seminar als erste der deutschen Lehrerbildungsanstalten die vollständige Trennung der Allgemein- von der Fachbildung. Jener Lehrplan wurde für eine Reihe von Lehrerbildungsgesetzen in anderen Staaten vorbildlich. Es wurde das Ziel verfolgt, die Allgemeinbildung der Seminaristen allmählich so zu heben, dass die Abschlussprüfung des Lehrganges der der Höheren Knabenschule gleichwertig werden würde.
Dank des von Möbusz eingeschlagenem Entwicklungsrichtung hatte das Lübeckische Lehrerbildungswesen zu Beginn des Ersten Weltkriegs fast denselben Standpunkt, den 1928 die „neue preußische Lehrerbildung“ einnahm, erreicht. Die Oberklassen leerten sich, weil die Seminaristen als Kriegsfreiwillige ins Heer eintraten. Häufige Notprüfungen, Vertretungen und Nebenarbeiten störten den Unterrichtsbetrieb. Möbusz tat in seiner Freizeit zunächst Dienst als freiwilliger Krankenpfleger in der Sanitätskolonne im Barackenlazarett, fuhr mehrmals mit dem Lazarettzug nach Osten, beteiligte sich an der Verwundetenfürsorge und leitete die Laubheu-, Bucheneckern- und Gespinstpflanzensammlungen der Lübecker Schulen.
Nach Kriegsende waren mehrere Sonderkurse erforderlich, um die zurückkehrenden Kriegsseminaristen rasch und dennoch ausreichend zum Abschluss ihrer Berufsvorbildung zu führen. Zeitgleich begannen, da die Lehrerbildung auf eine neue Grundlage gestellt werden sollte, Verhandlungen über die Einstellung des Seminars. Die Weimarer Verfassung legte fest, dass alle Lehrer eine akademische Ausbildung zu haben hätten. Nach Auflösung der Lübecker Lehrerinnenbildungsanstalt im Jahre 1924 wurden zwar auch Schülerinnen in das Seminar aufgenommen und somit die Koedukation eingeführt, mit der Entlassung des letzten Seminarkurses zu Ostern 1925 wurde das Seminar nach 118 Jahren seines Bestehens aufgelöst. Zu einer möglichen Umwandlung des Unterbaus des Seminars in eine Aufbauschule und der des Oberbaus in eine Lehrerakademie sollte es nicht mehr kommen.
Als nach dem Ende des Krieges in Lübeck eine Volkshochschule gegründet werden sollte, stellte Möbusz sein Organisationstalent in deren Dienst. Zu ihrem Leiter berufen, gab er ihr die Ausgestaltung, führte sie durch die Jahre der Inflation und leitete dort eine größere Anzahl von Lehrgängen. Die stetig steigenden Anforderungen in seinem Pflichtbereich zwangen ihn jedoch sein Amt niederzulegen. Sein Nachfolger wurde Willy Pieth.
Inzwischen war ihm bereits ein weiteres Amt übertragen worden. Mit der Leitung der 1923 verstaatlichten v. Großheim'schen Realschule sollte er abermals eine Privat- in eine Staatsschule umwandeln. Bereits zu Ostern 1924 erwarb sie sich die Berechtigung zur anerkannten Realschule. Die durch den Geburtenausfall der Kriegsjahre bedingte Verminderung der höheren Klassen beeinflusste den Ausbau der Real- in eine Oberrealschule. Um den Fortbestand des Katharineums zu ermöglichen, wurde der Zugang zur v. Großheim'schen Realschule eine Reihe von Jahren gesperrt. Als das Lehrerseminar aufgelöst worden war, bezog die Schule deren Gebäude. Der wohl bis heute bekannteste Schüler, Herbert Frahm, besuchte jene Schule im Jahrgang 1927/28, bevor er ans Johanneum wechselte. Zu seinem 25-jährigen Jubiläum als Direktor wurde Möbusz zum Studiendirektor befördert. Mit dem Ende des Schuljahres im Jahr 1931 hörte auch die v. Großheim'schen Realschule auf zu existieren.
Während seiner ersten 20 Jahre gehörte Möbusz der Abteilung 3, dann der Abteilung 1 der Oberschulbehörde an. Bis 1923 war er Mitglied der Prüfungskommission für die zweite Lehrerprüfung und gehörte danach noch dem Ausschuss für die Mittelschullehrerprüfungen an.
Als Mitglied der Gemeinnützigen hielt Möbusz häufig Vorträge und war mehrmals Mitglied der Vorsteherschaft des Naturhistorischen Museums. Er verfasste Lehrbücher für Chemie und gab als Co-Autor eine Reihe pädagogischer Schriften heraus.
Sein Urenkel Rüdiger Möbusz war von 1979 bis 1993 lübeckischer Abgeordneter im Schleswig-Holsteinischen Landtag.

### Volapük und Esperanto
Zuerst erlernte Möbusz die Plansprache Volapük. Seit 1901 war er Esperanto-Sprecher.
Nachdem Möbusz bereits in Lübeck, Flensburg, Schleswig, Kiel und Eutin Esperanto-Gruppen gegründet hatte, schloss er mit Wirkung vom 24. Januar 1909 Lübeck und Hamburg, diese beiden Gliedstaaten bildeten die Esperantozentren im Norden Deutschlands, sowie die Provinz Schleswig-Holstein und Mecklenburg zur Nordalbingischen Esperanto-Liga zusammen. Die Liga war ein dem Deutschen Esperanto-Bund (Germana Esperanto-Asocio, GEA) angeschlossener Bundesverband. In Lübeck bestanden 1909 die „Esperanto-Gruppe des Lübeckischen Lehrer-Seminars“, „Esperanto-Gruppe Lübecker Techniker“ und „Ni laboru“.
Bereits seit 1908 war er, und sollte es bis mindestens 1933 bleiben, der Vorsitzende der Lübecker Esperanto-Gesellschaft.
Auf dem IV. Deutschen Esperanto-Kongress der Deutschen Esperantisten-Gesellschaft 1909 in Gotha wurde Möbusz zum stellvertretenden Vorsitzenden der GEA gewählt. Am Ende des Kongresses hatte der Verband mit einer Satzung ein Fundament, von dem aus man agieren konnte und seinen heutigen Namen erhalten. Neben dem Vorstand wurde ein Beirat gewählt, dem bedeutende Esperantisten aus verschiedenen Regionen und Orten in Deutschland angehörten

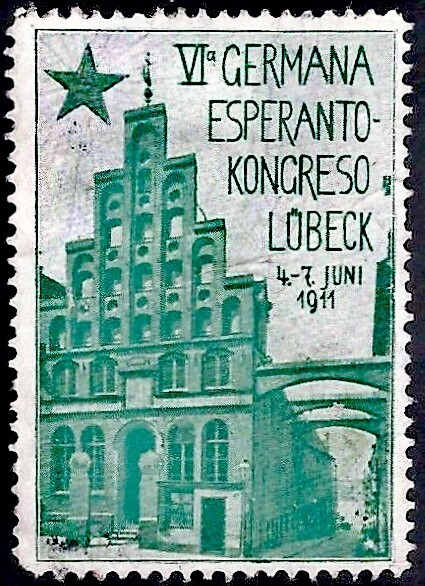
Reklamemarke

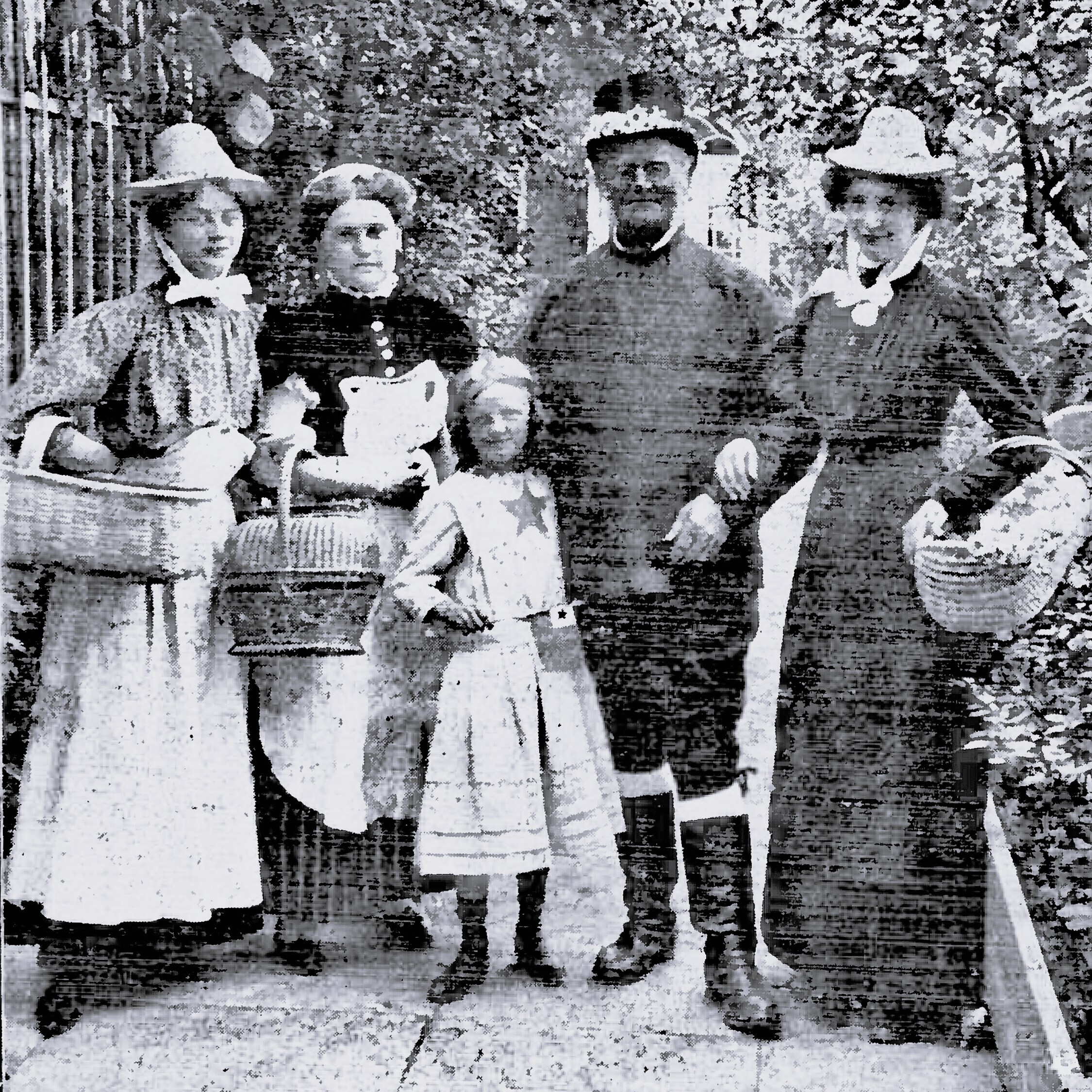
Teilnehmer am Deutschen Esperanto Kongress (Pressefotos vom VI. DEK, 1911)

Auf dem V. Deutschen Esperanto-Kongress in Augsburg vom 28. Juli bis zum 3. August 1910 luden auch Danzig-Zoppot, Frankfurt am Main und Magdeburg den Kongress für das Folgejahr ein. Der Werbung Möbusz‘ war es jedoch zu verdanken, dass Lübeck den Zuschlag für 1911 erhielt.
Mit der nun bestehenden Verfassung, der parlamentarischen Vertretung der auf rund 200 angewachsenen Gruppen im Bund und der Teilung der Arbeit wegen der Schaffung des Beirates war die „innere Organisation“ bis zu dem unter seiner Leitung stehenden VI. Deutschen Esperanto-Kongress in Lübeck nahezu abgeschlossen und dessen Aufgabe bestand nun aus der allgemeinen „Propaganda“ und Förderung des „Esperanto“. Hierfür reiste der GEA mit seinem wichtigsten äußeren Ressort, VIII. Kongresse und Ausstellungen, an. 
Zeitgleich mit dem deutschen tagten auch der belgische und englische Esperanto-Kongress.
Beim „Internacia Konsilantario“ in Paris gehörte Möbusz zu den Vertretern der GEA.
Auf dem VII. Deutschen Esperanto-Kongress in Danzig und Zoppot schied Möbusz aus dem Amt des stellvertretenden Vorsitzenden der GEA. Von da an bis 1921 war er Präsident der Nordalbingischen Esperanto-Liga.

#### Veröffentlichungen

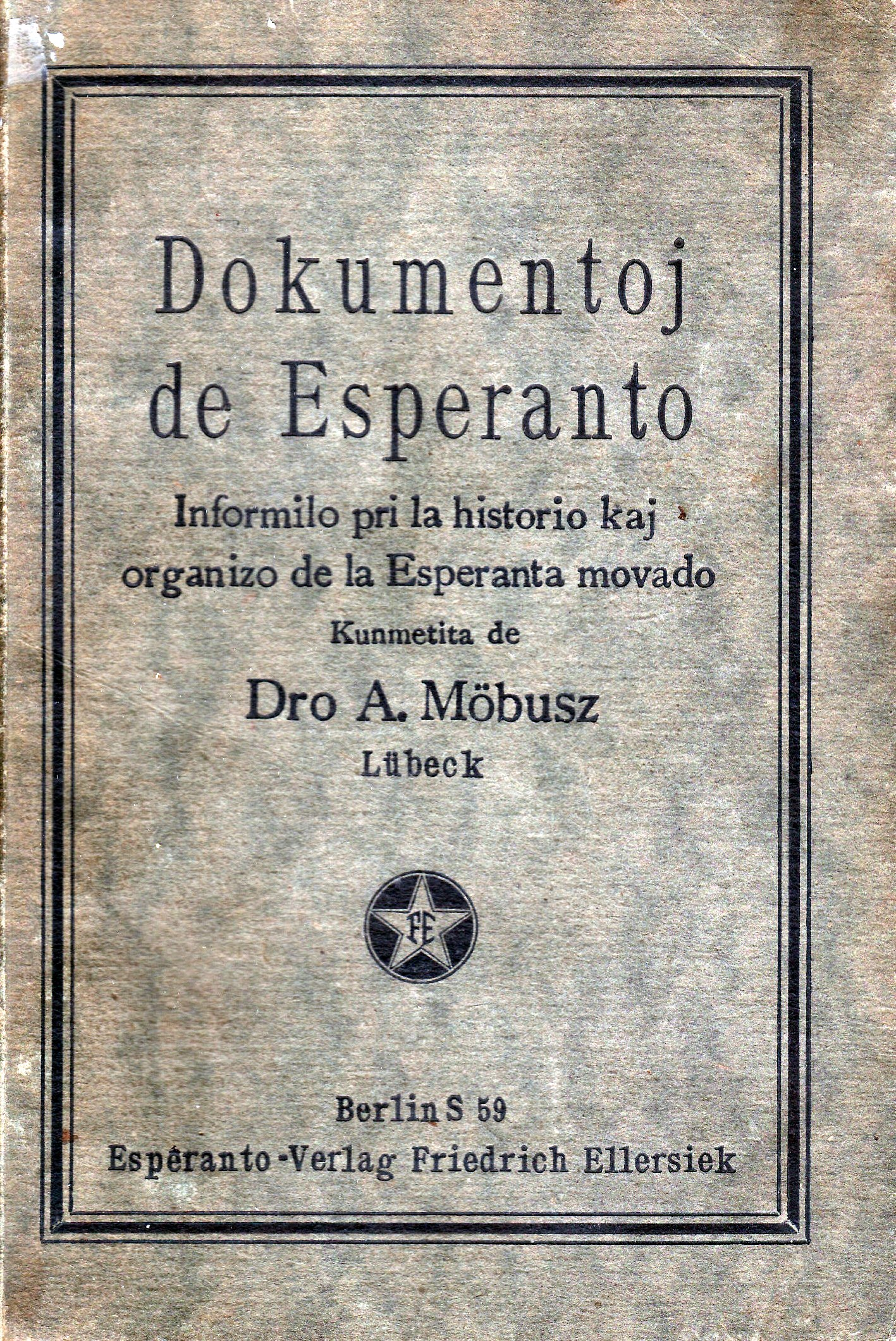

Anlässlich des lübeckischen Kongresses verfasste Möbusz 1911 im Auftrag des Deutschen Esperanto-Bundes die unter dem Titel „Das Esperanto - ein Kulturfaktor“ veröffentlichte Festschrift.
Auf Esperanto veröffentlichte er u. a. nachfolgend genannte Bücher
- Demonstraciaj tabeloj, 1912
- Katalogo de Esperanto-sigelmarkoj, 1912
- Esperantaj Instruleteroj, 1918–1920
- Dokumentoj de Esperanto 1921
- Esperanto-lernolibro por Germano, (5. Aufl. 1924)
- Universala Esperanto-Lernolibro, 1926

Neben Esperanto-Büchern publizierte er auch publizierte mehrere Reden und 
zahlreiche Artikel in überregionalen deutschsprachigen Zeitungen in und über Esperanto

## Werke (Auswahl)
- Festschrift zur Hundertjahrfeier des Lübecker Lehrer-Seminars., 1907
- Denkschrift zur Aus- und Umgestaltung des Lübecker Lehrerbildungswesens., 1907
- Hundert Jahre Lehrerbildung., 1907
- Die Pädagogik der Gegenwart., 1912
- Lehrbuch der Chemie und Mineralogie mit Einschluss der Geologie: Anorgan u. organ. Chemie, Band 1, 1914